# 배달근
배달근(裵達根, 1865년 9월 3일 ~ 1944년 6월 24일)은 대한민국의 독립운동가이다.
본관은 성주(星州). 호(號)는 산남(山南)이다.

## 생애

### 대한제국 조선 황조 시대 문관 관료
- 1892년 음서로써 관직에 천거됨.
- 1892년에서 1893년까지 1년간 조선국 경상도 안동군 군서기관 직을 지냄.
- 1893년에서 1896년까지 3년간 조선국 전라도 신안군 군서기관 직을 지냄.
- 1896년에서 1897년까지 1년간 조선국 전라남도 신안군 군서기관 직을 지냄.
- 1897년에서 1898년까지 1년간 대한제국 전라남도 신안군 군서기관 직을 지냄.
- 1898년에서 1900년까지 2년간 대한제국 전라북도 옥구군 군서기관 직을 지냄.
- 1900년에서 이듬해 1901년까지 1년간 대한제국 경상북도 봉화군 군서기관 직을 지냄.
- 1901년에서 이듬해 1902년까지 1년간 대한제국 전라북도 남원군 군서기관 직을 지냄.
- 1902년에서 이듬해 1903년까지 1년간 대한제국 경상북도 영주군 군서기관 직을 지냄.
- 1903년에서 1906년까지 3년간 대한제국 충청북도 단양군 군서기관 직을 지냄.
- 1906년 대한제국 관직에서 퇴임.

### 3·1 만세 운동 참여
- 1919년 3월 12일 경상북도 의성군 비안면 쌍계동(慶尙北道 義城郡 比安面 雙溪洞) 일대에서 3·1 독립 만세 시위 운동을 주동하는 데 참여하였다.
- 1919년 3월 내내 펼쳐진 경상북도 의성의 독립 만세 운동은 1919년 3월 3일 평안남도 평양신학교(平安南道 平壤神學校)에 입학하기 위하여 평양에 갔다가 경성·평양 등 전국 각지에서 독립 만세 운동이 전개되어 이에 참여하고자 귀향한 김원휘(金原輝)가 박영달(朴永達)·박영화(朴永和)를 만나면서 대대 성향 계획됨.
- 한편 1919년 3월 초순 경상북도 대구 계성고등보통학교(慶尙北道 大邱 啓聖高等普通學校) 학생으로서 대구 학생 독립 만세 시위에 참여한 후 독립선언서를 가지고 귀향한 개신교 목사 박영화의 아들 박상동(朴尙東)이 경상북도 의성에 귀향을 하여 의성군의 소식을 전달하면서 독립 만세 시위 운동 계획이 점점 구체화됨.
- 1919년 3월 초순에 배달근 그도 김원휘·배중엽(裵重曄)·박영신(朴永新) 등과 만나 의견을 나누며 사전 채비에 착수.
- 1919년 3월 12일 그는 박영신의 집에서 박영화·박영달·배중엽 등과 함께 2백여개의 태극기(太極旗)를 제작하여, 1919년 3월 12일 이날 정오경을 기하여, 박영신의 자택 앞에 모인 2백여명 시위군중에게 태극기를 나누어주면서, 이들의 선두에 올라서고 대한 독립 만세를 외치며 동리를 가두 시위 행진 후, 의성군 동네 뒷산에까지 올라가 대한 독립 만세를 외치고 자진 해산.
- 그러나 1919년 3월 12일 이 때 급보를 받은 경상북도 의성경찰서에서는 1919년 3월 12일 이날 오후 4시, 경상북도 의성경찰서 순사부 부장과 예속 경찰이 경상북도 의성 경찰 주재소에 응원 출동을 하여 대대적인 검거 작업을 펼쳤고, 결국 그도 이때 일경에 피체됨.
- 1919년 4월 26일, 경상북도 대구복심법원에서 소위 보안법 위반 혐의로 징역 1년형을 선고받고 복역.
- 1920년 3월, 만기출감.

### 대한 임정 관련 활동 이후 만년
- 1920년 6월, 중화민국 장쑤성 상하이에 건너간 직후 대한민국 임시정부 중화민국 지부 만저우 지방 젠다오 주재 독판부 특무특보연통위원 역임.
- 1922년에서 1930년까지 한국독립당 대표상임위원 역임.
- 1930년에서 1941년까지 한국독립당 대표최고위원 역임.
- 1941년 1월, 한국독립당 대표최고위원 직위 퇴임과 함께 한국독립당 탈당.
- 1941년 3월, 조선 고국에 귀국하여 경상북도 성주에 임시 정착.
- 1944년 6월 24일, 경상북도 성주에서 별세.

## 사후
대한민국 정부에서는 고인의 공훈을 기리고자 1983년 대한민국 대통령 표창장과 1990년 대한민국 건국훈장 애족장을 추서하였다.